# Bulweria bifax
A Bulweria bifax a madarak (Aves) osztályának viharmadár-alakúak (Procellariiformes) rendjébe, ezen belül a viharmadárfélék (Procellariidae) családjába tartozó kihalt faj.

## Előfordulása
Egykor az Atlanti-óceánon lévő Szent Ilona-szigetén volt honos. Legközelebbi rokona a szalagos szerecsenhojsza (Bulweria bulwerii). Feltehetően a 16. században pusztult ki a vadászat és a szigetre behurcolt emlősállatok miatt.